# Jaime Hilario Barbal
Jaime Hilario Barbal, FSC, rodným jménem Manuel Barbal i Cosán (2. ledna 1898 Enviny – 18. ledna 1937 Tarragona) byl španělský římskokatolický řeholník kongregace Školských bratří a pedagog, zabitý pro svoji víru během španělské občanské války. Katolická církev jej uctívá jako svatého mučedníka.

## Život
Narodil se dne 2. ledna 1898 v osadě Enviny v obci Sort v provincii Lleida v Katalánsku do zbožné rodiny. V dětství pracoval na poli. Toužil se stát knězem, pročež ve třinácti letech zahájil studium na menším semináři v Seo de Urgel v urgelské diecézi. Brzy se však u něj objevily problémy se sluchem, pročeš byl nucen studium zde ukončit.
V roce 1917 vstoupil do noviciátu kongregace Školských bratří v Irunu, kde 24. února téhož roku přijal řeholní hábit a zvolil si řeholní jméno Jaime Hilario. Poté se věnoval profesi učitele a katechety na různých školách, kdy mj. učil latinu. Jeho problémy se sluchem se však nadále zhoršovaly, pročež byl roku 1933 nucen přestat učit a začal pracovat jako zahradník při škole v Cambrils.
Když v polovině roku 1936 vypukla španělská občanská válka a s ní související protikatolické pronásledování, byl během cesty za svými příbuznými zatčen za své členství v řeholní kongregaci a uvězněn v Lleidě. V prosinci roku 1936 byl převezen do Tarragony, kde byl uvězněn na vězeňské lodi Mahón. Dne 15. ledna 1937 byl odsouzen k smrti za to, že byl členem řeholní kongregace. I když měl šanci být u soudu omilostněn, pokud by tvrdil, že je pouze školním zahradníkem, nechtěl své postavení řeholního bratra skrývat. Byl odvezen na Monte de los Olivos v Tarragoně, kde byl během odpoledne 18. ledna 1937 popraven zastřelením.

## Úcta
Dne 21. prosince 1989 podepsal papež sv. Jan Pavel II. dekret o jeho mučednictví. Blahořečen pak byl dne 29. dubna 1990 na Svatopetrském náměstí papežem sv. Janem Pavlem II. Dne 21. prosince 1998 byl uznán zázrak na jeho přímluvu, potřebný pro jeho svatořečení. Svatořečen pak byl dne 21. listopadu 1999 v bazilice sv. Petra papežem sv. Janem Pavlem II. Spolu s ním bylo svatořečeno také několik dalších osob včetně turónských mučedníků, kteří až na jednoho patřili ke stejné kongregaci jako on a byli zabiti ve Španělsku roku 1934
Jeho památka je připomínána 18. ledna. Bývá zobrazován v řeholním oděvu.